# Blackburn with Darwen
Blackburn with Darwen este un oraș și o Autoritate Unitară în regiunea North West England. 

## Orașe în cadrul districtului
- Blackburn;
- Darwen;

1. ↑  Blackburn with Darwen (Unitary District, Blackburn with Darwen, United Kingdom) - Population Statistics, Charts, Map and Location (în engleză), arhivat din original|archive-url= necesită |url= (ajutor) la 1 iulie 2023